# Wasserpumpe Weststraße

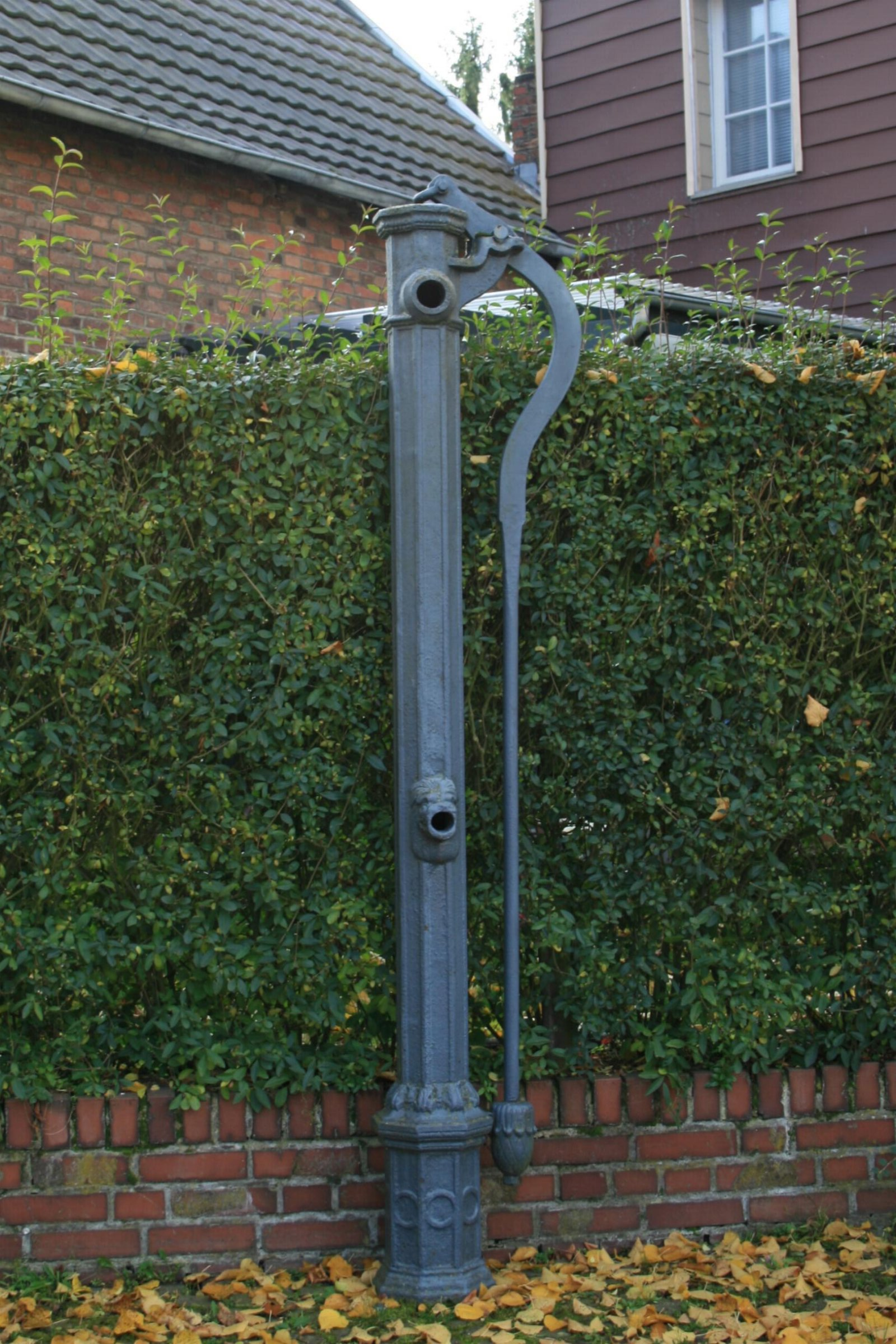
Die ehemalige Dorfwasserpumpe

Das Wasserpumpe Weststraße steht in der Ortsmitte von Eggersheim, einem Ortsteil der Gemeinde Nörvenich im Kreis Düren, Nordrhein-Westfalen. 
Die gusseiserne Wasserpumpe, eine Hubkolbenpumpe, stammt aus dem 19. Jahrhundert. Bis zur Verlegung des Wasserleitungsnetzes musste hier das Trinkwasser von den Einwohnern geholt werden. Heute funktioniert die Pumpe nicht mehr und dient nur noch als Erinnerungsstück an die vergangene Zeit.
Die Pumpe wurde am 11. März 1985 in die Denkmalliste der Gemeinde Nörvenich unter Nr. 12 eingetragen.